# ترمانين
ترمانين هي قرية سورية تبعد عن مدينة حلب في سورية حوالي 33 كيلومترا إلى الغرب من مدينة حلب وهذه المسافة هي للطريق حلب -دارة عزة- ترمانين في منطقة جبل سمعان أي ما يعادل ثلث المسافة بين حلب وأنطاكية تقريبا ترتفع عن سطح البحر (428 متراً)، وكانت تابعة لمدينة حلب حتى نهاية الخمسينات من القرن العشرين كناحية إبان تشكيل دولة سورية في عهد الانتداب الفرنسي وفي عهد الوحدة بين مصر وسوريا قام الرئيس جمال عبد الناصر بإحداث محافظة إدلب وعندئذ فصلت عن حلب وألحقت بمحافظة إدلب الجديدة وانتقلت الناحية إلى بلدة الدانا المجاورة نظرا لموقعها المركزي لسهل الحلقة.
سكانها من العرب المسلمين، تأسست فيها أول مدرسة ابتدائية عام 1924 وفي خمسينات القرن العشرين تأسست فيها مدرسة التجهيز الخاصة (الإعدادية), وفي عام 1961 قام محافظ إدلب «عبد الغني جمال» بوضع حجر الأساس لإعدادية وثانوية ترمانين، واليوم في ترمانين 6 مدارس ثلاثة منها ابتدائية وإعداديتان للبنين والبنات وثانوية عامة بفرعيها الأدبي والعلمي، كما تحتوي ترمانين على 6 مساجد أبرزهم مسجد آمنة بنت وهب ومسجد ترمانين الكبير. يعتمد أهل ترمانين على الوظائف الحكومية والزراعة وتكثر فيها زراعة التين والزيتون والعنب إضافة للقمح والعدس. كما أن موقع ترمانين القريب من مدينة كبيرة ومركز ثقافي هام كمدينة حلب أدى إلى نزوح الكثير من أهلها إلى المدينة بسبب تواجد الكثير من خريجي الجامعات والموظفين والعدد الكبير والمتميز من الضباط برتب مرموقة رفيعة المستوى في الجيش العربي السوري في مختلف صنوفه ومن كبار ضباط الشرطة أيضا. بلغ عدد سكان ترمانين 15000 نسمة عام 1994.

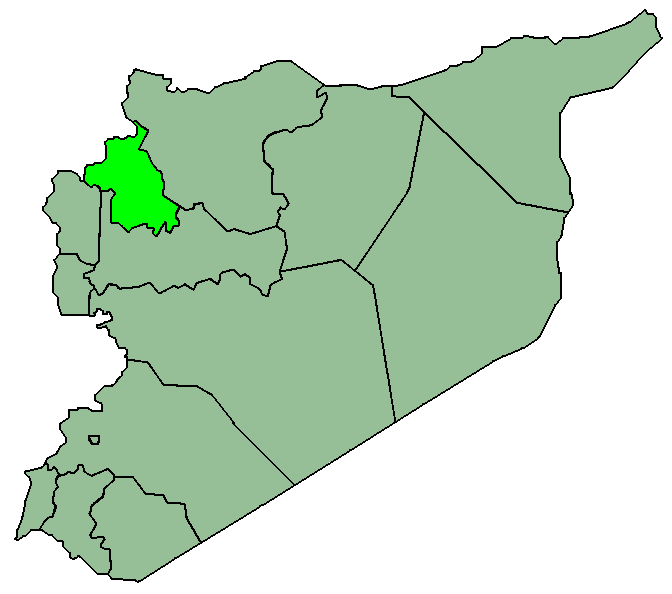
محافظة إدلب سورية

## تاريخياً

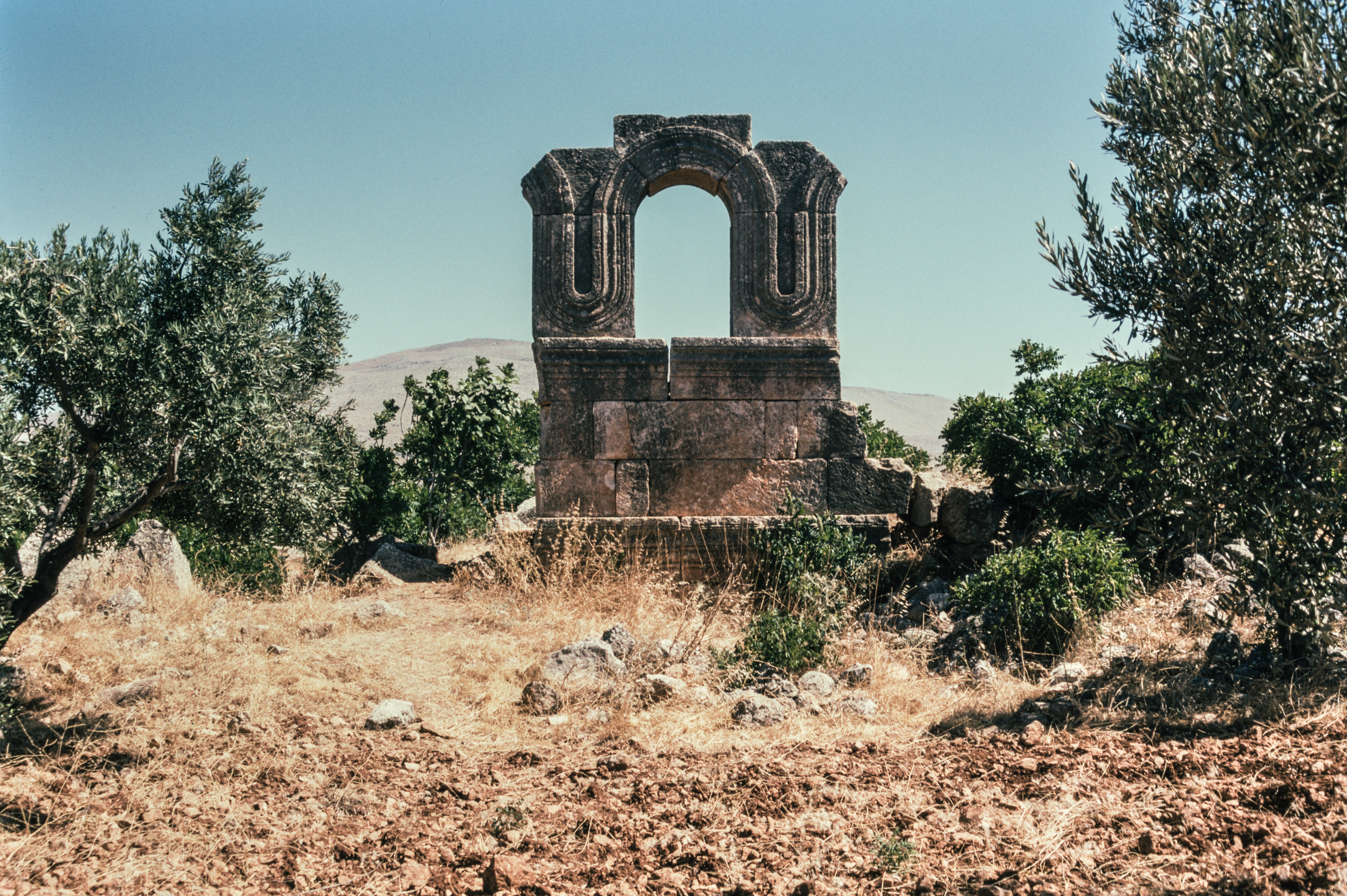
بقايا كنيسة دير ترمانين، تصوير فرانك كيدنر

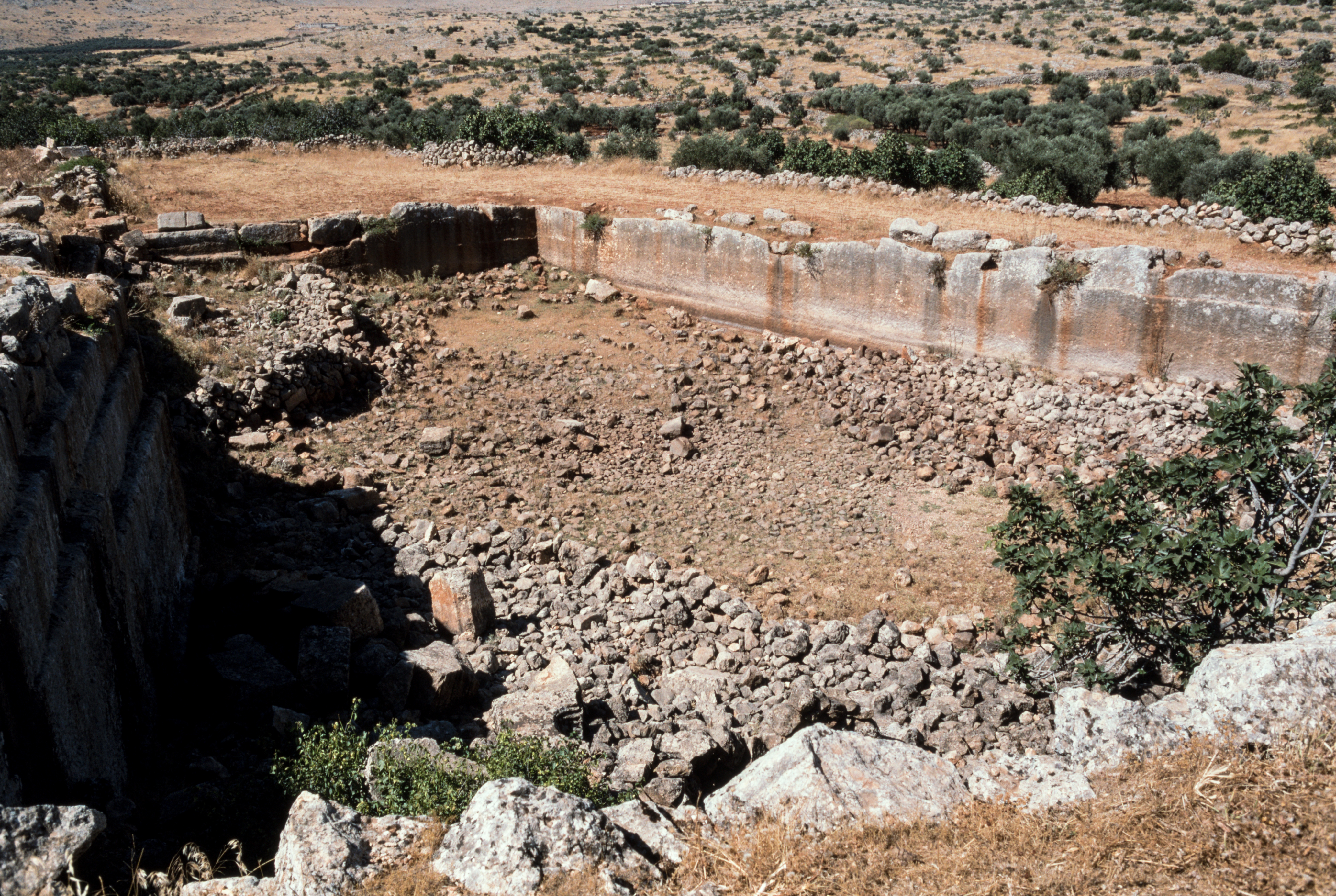
دير ترمانين

يوجد في ترمانين العديد من الآثار القديمة العائدة للعصور اليونانية والرومانية حيث تقع القرية بالقرب من الطريق الروماني القديم (الجزء المتبقي منه) الذي كان يصل بين إنطاكية وحلب.
كان من المرجح أن تاريخ الوجود الحضري في ترمانين يعود إلى إلى عام 592م وفقاً لكتابات عثر عليها بأحد منازل القرية. إلا أن مصادر أخرى ترجح أن يكون تاريخ البلدة أقدم من ذلك مستندين إلى أن تاريخ إنشاء دير ترمانين يعود لعام 480 للميلاد.
يرى بعض الباحثين ومنهم خير الدين الأسدي أن تسميتها تعود إلى الآرامية وأصلها «كفر درمانين» ومعناها «مزرعة الرمان» (حيث أن الدال أداة إضافة ورمانين هي الرمان). فهي تشابه بالمعنى (برمانا) في لبنان، أي بيت الرمان، وهذه التسمية مرتبطة بمدى وجود أدلة على زراعة الرمان في تلك المنطقة. إلا أنه من الأرجح أن أصل التسمية يعود لـ «دير سابان» ومعناه بالسريانية «دير الشيخ» الذي كان يعرف بـ «دير رمانين» في أغلب المراجع كما هو الحال في (مراصد الاطلاع على أسماء الأمكنة والبقاع) للبغدادي أو في (معجم البلدان) لياقوت الحموي.أو في (بغية الطلب في تاريخ حلب) لابن العديم فقال: دير رمانين وهذان الديـران (دير عُمان – ودير سابان) هما خربان وفيهما بناء عجيب، وصورة مشرقة، وبينهما قرية تعرف بترمانين من قرى جبل سمعان، أحد الديرين من قبلي القرية والآخر من شماليها وقد ذكر أبو بكر وأبو عثمان وأبو حسن الشمشاطي في كتاب الديرة أن دير رُمانين قالوا: ويقال له دير سابان، وقد غيّر اسم القرية لطول الزمان ودير سابان ودير عُمان باللغة السريانية معنى دير عمان (دير الجماعة) ومعنى دير سابان (دير الشيخ) فعربا فقيل (سابان وعُمان) و«دير عمان» هو دير بيزنطي يقع إلى جنوب شرق ترمانين.
يعود دير وكنيسة ترمانين إلى العهد البيزنطي، وهو عبارة عن بناء من طابقين وأمامه باحة مبلطة بالحجارة، وحوضين للماء محفورين في الصخر، وترجح بعض المراجع أن الدير قد بني بداية للقيام بأعمال خدمة المسافرين لوقوعه على طريق تجارية هامة، وعلى كل حال فقد لعب دير ترمانين دوراً هاماً جداً في تطور فن بناء الكنائس في ذلك العصر وهو نموذج معماري فريد يتم تدريسه إلى اليوم الحاضر، وقد ذكره ياقوت الحموي في كتابه معجم البلدان مطلقاً عليه اسم «دير رمانين» بقوله:
وهو بين حلب وأنطاكية يطل على بقعة تعرف بسرور وهو دير حسن كبير إلا أنه خراب وآثاره باقية

## شخصيات
من أشهر الشخصيات التي خرجت من القرية:
- العلامة الشيخ أحمد الترمانيني (1208 هـ - 1293 هـ/ 1793 – 1876م): الشيخ أحمد بن الشيخ عبد الكريم بن الحاج عيسى بن الحاج نعمة الله الترمانيني الأزهري العابد المحدث المفسر المجمع على علمه وفضله وجلالة قدره، مفتي الشافعية بحلب. رحل إلى مصر بأمر من والده للمجاورة بالأزهر، ولما وصل إليها اشتغل بأخذ العلم على مشايخ عظماء كالشيخ «إبراهيم البيجوري» والشيخ «محمد الفضالي» والشيخ «علي البخاري». صحب هؤلاء مدة تزيد على عشر سنين وانتفع بهم وعاد إلى حلب وأخذ في الإرشاد وهرع الناس إليه وصار مضرب المثل في الورع والعلم والعمل وكان محببا إلى قلوب الناس ومع ذلك لا يقدرون على مكالمته لشدة هيبته، وكان يحب العزلة هارباً إلى الله. وكانت دروسه مطرزة بالحكم الإلهية والآداب الدينية،

حتى دروس النحو والمنطق وعلوم العربية. كانت وفاته في شهر ربيع الثاني من سنة (1293 هـ / 1876م) ودفن في تربة الجبيلة في أواخرها الشمالية.
- الشيخ محمد نور الدين الترمانيني (1198 هـ - 1250 هـ / 1784 – 1834م): الشيخ محمد نور الدين بن عبد الكريم بن عيسى بن أحمد بن نعمة الله بن علي الحلبي الترمانيني الأزهري الشافعي مفتي الشافعية في الديار الحلبية. كان آية من آيات الفضل، نابغة من نوابغ الدهر علما وعملا، وذكاء ونبلاً. ولد في قرية ترما نين في ذي الحجة سنة ثمان وتسعين ومائة وألف وبعد أن حفظ القرآن وقرأ مقدمات العلوم العربية والدينية على والده وعلى بعض فضلاء حلب، رحل إلى الجامع الأزهر في مصر سنة عشرين ومائتين فعكف فيه على تحصيل الفنون والعلوم،

ولازم أعيان علماء الأزهر منهم الشيخ محمد الشنواني والشيخ حسن القويتي والشيخ حسن العطار والشيخ عبد الله الشرقاوي وغيرهم. ثم عاد إلى حلب سنة ثلاث وثلاثين وكان العلم فيها آخذ في الانحطاط بسبب الأوبئة التي حصلت فيها فعضت يد المنون غير واحد من العلماء، وما كاد يستمر أمره حتى اشتهر فضله وعلا ذكره فتصدر الإفتاء والتدريس وصار مدرسا في المدرسة الرحيمية بالقرب من جامع المستدامية. من مؤلفاته ((حاشية على منهج الطلاب)) في مجلدين و(شرح على عقود الجمان في المعاني والبيان)، وله مجموعة مشتملة على غرر القصائد والأشعار والمحاورات الأدبية.
ومن بديع شعره تخميسه لقصيدة الشيخ «عبد الغني النابلسي الأمعني»:
| ترمانين | وما هذه الدار للأخبار من دار.... من عادة الدهر صفو بعد كدار واصبر إذا دارت الأيام أو دار.... من عادة الدهر صفوة بعد اكدار .......:فلا تكن فيه في هم واكدار إذ التغيير والتبديل شيمته.... فارتح وكن رجلا طابت سريرته وان أصابك من دهر مضرته.... صبراً فأي امرئ دامت مسرته ......:وأي دهر تراه غير غدار | ترمانين |

- الشيخ محمد شهيد الترمانيني (المتوفى سنة 1301 هـ / 1883م): الشيخ محمد شهيد بن الشيخ عبد العزيز بن الشيخ عبد السلام بن الشيخ محمد بن الشيخ عبود بن أحمد بن نعمة بن الشيخ عبسي دفين قرية الترنبة من أعمال أريحا ولد سنة ألف ومائتين وسبع وثلاثين بقرية ترمانين. قدم حلب فتوطنها في محلة قلعة الشريف وهو ابن عشرين سنة وشرع في طلب العلم فتلقاه عن الشيخ «أحمد الترمانيني» والشيخ «أحمد الحجار» والشيخ «عمر شيخة زاده»، وأخذ الحديث عن الشيخ «عبد القادر الحبال» والشيخ «عمر الأبزماوي». لما برع وظهر فضله وعلمه عيّن مدرسا في الشعبانية والسيافية وجامع الحدادين وجامع التوبة والجامع الكبير وصار إماما في جامع عبس. كان على جانب عظيم من التقوى والصلاح ولم يزل على حاله وزهده وورعه –ونشر ما عنده من العلم- حتى وفاته حيث دفن في تربة الكليباتي خارج باب قنسرين.
- عبد السلام بن محمد نور الدين الترمانيني سنة (1238 هـ –1305 هـ / 1823م –1887م): هو عبد السلام بن محمد نور الدين بن عبد الكريم بن أحمد بن نعمة الله الترمانيني، مفتي الشافعية بحلب وابن مفتيها. مولده ووفاته فيها، أقام في الأزهر 16 سنة وألف كتباً ورسائل منها: «ذخائر الآثار في تراجم رواة الحديث والآثار» و«بهجة الجلاس في مذاكرة الأنفاس» و«فكاهة الغريب في مسامرة الأديب» و«رسالة مجموع فتاوى» و«مجموع مراسلات» و«رفع الخلاف والشقاق في أحكام الطلاق» و«تذكرة الوعاظ» في الحديث.
- عبد السلام الترمانيني (1913م - 1990م)، كاتب ومؤرخ.
- أحمد عبد القادر الترمانيني (1951 - 2006)، طيار سوري.